# Потерянный горизонт (роман)
«Потерянный горизонт» (англ. Lost Horizon) — приключенческий роман английского писателя Джеймса Хилтона, опубликованный в 1933 году. Удостоен британской Готорнденской премии в 1934 году как «Лучшее художественное произведение».
Роман повествует о приключениях группы британских чиновников в Южной Азии после Первой мировой войны (1931 год). По стечению обстоятельств они оказываются в закрытой монашеской обители, что находится в труднодоступной долине в тибетских Гималаях. Постепенно становится ясно, что место, именуемое Шангри-Ла, таит множество секретов, а его обитатели вовсе не так просты, как кажется на первый взгляд.
Произведение дважды было экранизировано. В 1937 году режиссёр Фрэнк Капра поставил отмеченную наградами кинокартину, где главную роль британского консула в Афганистане Конвея сыграл актёр Рональд Колман. В 1973 году вышел другой фильм, постановщиком выступил Чарльз Джэрротт.

## Аннотация

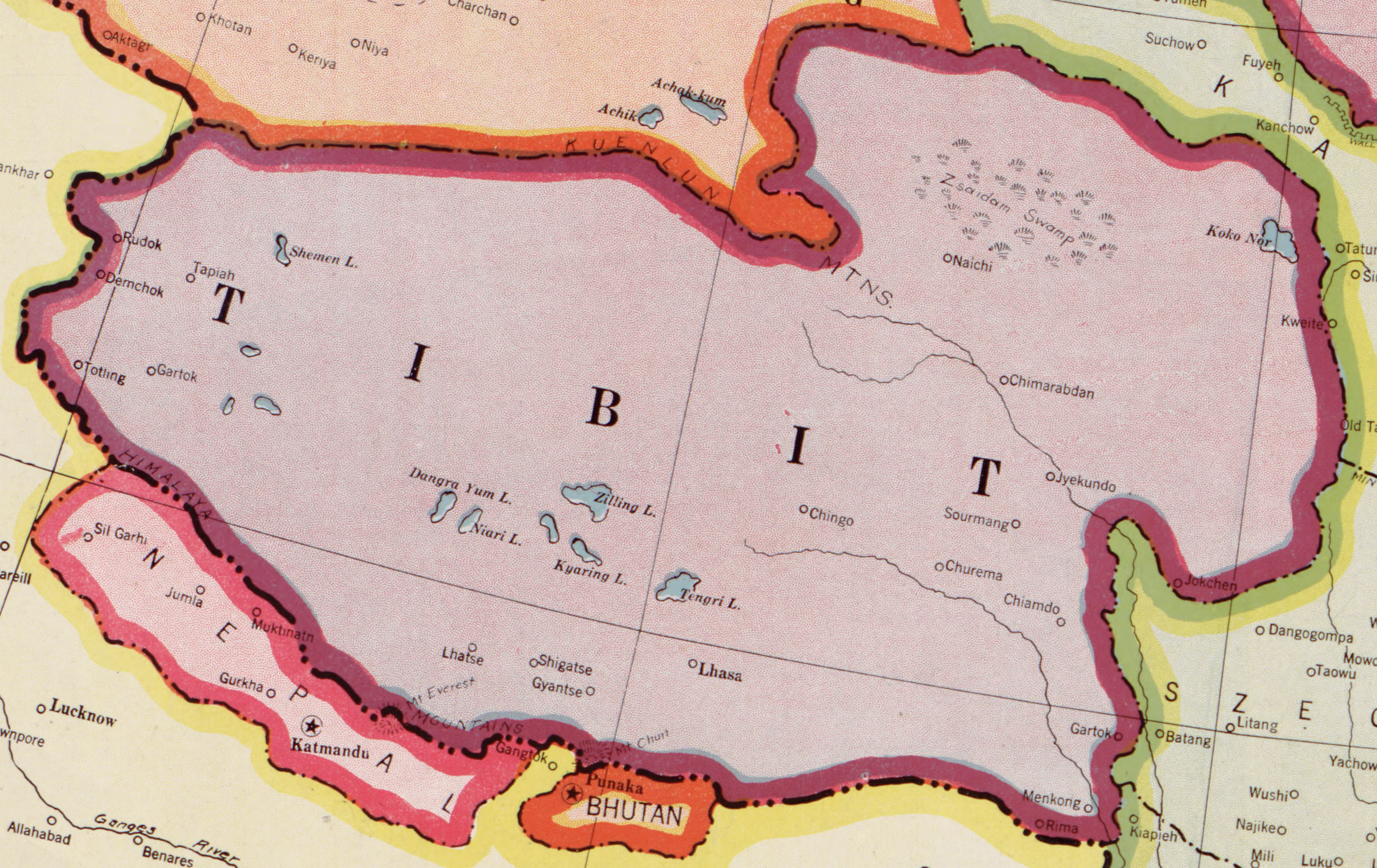
Карта Тибета (1932), местоположение Шангри-Ла определялось в романе как район горной системы Куньлунь

Древняя буддистская легенда о существующей вне пространства и времени Обители просветлённых? Или последний островок безмятежности и гармонии в раздираемом войнами, истекающем кровью мире? Шангри-Ла тщетно искали великие учёные, мистики и философы. Но однажды врата Шангри-Ла отворились, чтобы спасти четверых европейцев, похищенных из мятежного Афганистана... Так начинается один из самых загадочных романов XX века — "Потерянный горизонт" Джеймса Хилтона, книга, соединившая в себе черты интеллектуальной мистики с увлекательным приключенческим сюжетом!

## Персонажи
- Хью Конвей (англ. Hugh Conway) — британский королевский консул в Афганистане, главный герой романа; 37 лет, участвовал в Первой мировой войне, что наложило отпечаток на его мировоззрение[4].
- Чарльз Мэлинсон (англ. Charles Mallinson) — вице-консул, заместитель и помощник Конвея; около 25 лет[4].
- Роберта Бринклоу (англ. Roberta Brinklow) — сотрудница Восточного миссионерского общества, распространявшего христианскую веру в странах Южной Азии[4].
- Генри Д. Барнард (англ. Henry D. Barnard) — американский бизнесмен, замешанный в незаконных нефтяных сделках, преступник в бегах[4].
- Чанг (англ. Chang) — послушник монастыря Шангри-Ла.
- Ло Тсен (англ. Lo-Tsen) — послушница монастыря Шангри-Ла.
- Верховный Лама (англ. High Lama) — старейший житель и формальный глава Шангри-Ла.

## Темы
Сюжет романа, включающий детективно-мистические элементы, обыгрывает различные утопические понятия, а также эскапизм, нигилизм и философию умеренности как в конкретных действиях, так и в жизни вообще. Рассматриваются такие темы как смысл жизни и долголетие человека. Роман был опубликован через несколько лет после окончания Первой и накануне Второй мировой войны, он отражал общественную тревогу тех лет в ожидании неопределённого будущего и оказался в определённой степени пророческим.